# Mário Daško
Mário Daško, né le 30 juin 1994, est un coureur cycliste slovaque.

## Biographie
Mário Daško naît le 30 juin 1994 en Slovaquie.
Membre de Dukla Trenčín Trek de 2013 à 2014, il entre dans l'équipe Cycling Academy en 2015.

## Palmarès
- 2012[1]
  -  Champion de Slovaquie sur route juniors
  -  Champion de Slovaquie du contre-la-montre juniors
- 2014
  -  Champion de Slovaquie du contre-la-montre espoirs